# Guido López-Gavilán
Guido López-Gavilán (Matanzas, Cuba, 3 de enero de 1944) es un músico, compositor y director de orquesta cubano, Premio Nacional de Música de Cuba y miembro del Colegio de Compositores Latinoamericanos de Música de Arte.

## Biografía
Inició sus estudios musicales en el Conservatorio Amadeo Roldán, en La Habana, graduándose de dirección coral con el maestro Manuel Ochoa en 1966. Realizó estudios de dirección orquestal con el maestro Daniil Tiulin, de orquestación, contrapunto, piano y análisis musical con los maestros José Ardévol, Leo Brouwer, Esther Ferrer, Harold Gramatges y Edgardo Martín. Posteriormente obtuvo una beca para estudiar en el Conservatorio Tchaikovsky de Moscú con el profesor Leo Guinsburg, graduándose de dirección orquestal en 1973. Obtuvo el Premio Nacional de Música de la República de Cuba en 2016.

## Catálogo de Obras

### Sinfónico-Corales
- Cantos de Orishas (2000)  (versión sinfónico-coral)  Estrenada en La Habana, 2005
- Verso Sencillo (2002) (soprano, barítono, actor, coro, electroacústica y orquesta) Texto: José Martí
- Guaguancó (versión sinfónico-coral 1998)  Estrenada en 1998
- Victoria de la Esperanza (1985) (soprano, barítono, coro mixto, orquesta sinfónica, actores, bailarines y film) Estrenada en La Habana, 1985
- Dónde cayó mi Hermano (1983)  (Coro Mixto, narrador, Orquesta Sinfónica) Estrenada en Santiago de Cuba, 1983
- Sinfonía Urbana (1975) (Coro mixto, narrador, conjunto instrumental) Estrenada en La Habana, 1979.  Publicada por Editora Música de Cuba

### Obras Sinfónicas
- Sinfonía Post Neo Retro (2020) Estrenada en La Habana, 2023
- Damisela en su volanta (2018) Estrenada en Santiago de Cuba, 2018
- Obertura Bandida (2017), (versión para Banda), Estrenada en Udine, Italia, Jun´2017 (versión sinfónica estrenada Nov´2017 en La Habana)
- Poema con Trova y Son (2015), Estrenada en La Habana, 2015[4]
- Danzón Violeta (2013) (Violín, o viola, o cello y orquesta) Estrenada en La Habana, 2013[4]
- La noche (2007), Estrenada en Caracas, 2007
- Ritmotiv (2006), estrenada en Caracas, 2006
- Por el Mar de las Antillas anda un Violín (Caribbean Concert) (2003) (Violín y orquesta) Estrenada en La Habana, 2004
- Cantos de Orishas (2003)  Estrenada en La Habana, 2004
- Cuadros de Otra Exposición (2001) Estrenada en La Habana, 2002
- Caribe Nostrum (1998) Estrenada en La Habana, 1999
- Guaguancó (1985) Estrenada en Rusia, 1985
- Variantes, Coral, Leyenda I (1984) (Saxofón y Orquesta) Estrenada en La Habana, 1987
- Tramas (1979) Estrenada en La Habana, 1981

### Ópera de Cámara
- Caturla, la Muerte y la Vida (2016) (Para Soprano, Barítono y Tenor y Orquesta de cámara)

### Obras para Conjunto de Cámara

#### Orquesta / Cuarteto de Cuerdas
- Niuyorkatta (2018), (voz, violín, percusión y piano)
- Rumbero (2018), (Violoncello y Orquesta de Cuerdas)
- La Pietá (2017), (Orquesta de cuerdas, 2 oboes y 2 clarinetes) Estrenada en La Habana, 2017
- Blue note (2017), (Orquesta de cuerdas, violín y piano (opcionales) Estrenada en Udine, Italia, junio de 2017
- Cantus (2015) (Orquesta de cuerdas) Estrenada en Italia, 2015
- Diálogo entre violas, con final feliz (2014) (Dos violas y orquesta de cuerdas) Estrenada en México, 2014
- La Noche (2014), (versión para orquesta de cuerdas)
- Variantes, Coral, Leyenda (2011) (versión, para orquesta de cuerdas, violín, clarinete y piano) Estrenada en La Habana, 2011
- Quarlem (Ritmarc) (2009)  (cuarteto / orquesta de cuerdas) Estrenado en New York, 2009
- Mujer en la Memoria (Dedicada a Vilma Espín) (2006) (Orquesta de cuerdas) Estrenada en La Habana, 2006
- Chacona Tropical (2005) (Violín, piano y orquesta de cuerdas) Estrenada en La Habana, 2005
- Cantos de Orishas (1999) (Orquesta de Cuerdas y Percusión) Estrenada en La Habana, 1999
- Qué Rico E’! (1998) (versión, para orquesta de cuerdas 2005)
- Caribe Nostrum (1995) (Cuarteto/ Orquesta de cuerdas) Estrenado en La Habana, 2001
- Caribe Nostrum (1995) (Vientos a 2 y tuba) Estrenada en La Habana, 1995
- Habanera Sensual y Contradanza Caprichosa (1987) (Cuarteto de Cuerdas / Orquesta de Cuerdas) Estrenado en La Habana, 1989
- Camerata en Guaguancó[5] (1983)  (Orquesta de Cuerdas) Estrenada en Camagüey, 1983
- De Cámara traigo un Son (1977) (Orquesta de Cuerdas) Estrenada en La Habana, 1978

#### Conjuntos instrumentales
- Sonoccata (2018), (violín, cello, contrabajo y piano)
- Cañas a tres trozos (2017), (Trio de cañas (oboe, clarinete, fagot) Estrenada en La Habana, 2017
- Habanera (2016) (Para Leah y Jini), (dos violonchelos) Estrenada en New York, 2016
- Bailando bajo la lluvia (2016), (Conjunto de Guitarras)
- Diálogo (2015), (violín y viola) Estrenada en La Habana, 2017
- Variantes, Coral, Leyenda (V) (2011) (violín, clarinete y piano) Estrenada en La Habana, 2011
- Sonotropic (2006) (fl, ob, cl, fg, 2 vls, vla, cello, perc, pon) Estrenada en Caracas, 2006
- Variantes, Coral, Leyenda (IV) (2000) (violín, piano y percusión) Grabada en 2001
- Variantes, Coral, Leyenda (III) (1987) (violín, cello y piano)
- Variantes, Coral, Leyenda (II) (1985) (fl, clr, sax, dos violines, cello arpa, percusión) Estrenada en La Habana, 1986

#### Otros formatos
- Como un Antiguo Bolero, (2013) (Violín, clarinete y piano) Estrenada en La Habana, 2013
- La Vida, el Amor, el Fuego (1996) (Cuarteto de clarinete) (Dedicado a M de Falla) Estrenada en Caracas, 1996
- Mensaje de Cálidas Tierras III (1995) (fl, cl, vl, cello, piano) Estrenada en España, 1996
- Mensaje de Cálidas Tierras II (1995) (vl, cello y piano) Estrenada en Italia 1996
- ¡Qué Saxy¡ (1993) (Cuarteto de Saxofones) Estrenada en La Habana, 1994
- Mensaje de Cálidas Tierras I (1992) (flauta, clarinete bajo, piano) Estrenada en Holanda, 1993
- ¡Mambo¡  (1990) (Quinteto de vientos ( fl, clar, ob, fg, cor)  Estrenada en México, 1994

### Violín y piano
- ¿Con cuerdas?  (2015) (violín y viola, solos)
- Mi menor conga (2015) (violín y viola, solos)
- Como un Antiguo Bolero (2013) (viola, o cello y piano) Estrenada en La Habana, 2013
- Chacona Tropical (1987) (violín y piano) Estrenada en La Habana, 1987
- En Mi Menor, mi menor conga (1985) (violín y piano) Estrenada en La Habana, 1985. Publicada por Editora Musical de Cuba
- Un recuerdo (1984) (violín y piano) Estrenada en La Habana, 1984. Publicada por Editora Musical de Cuba

### Guitarra
- Mambeando (2018) (para dos guitarras)
- Mambeando con Filin (2007) (guitarra) Estrenada en San Juan, Puerto Rico, 2007
- Lo Real Maravilloso (1987) (guitarra) Estrenada en La Habana, 1989. Publicada por Editora Musical de Cuba

### Piano
- Preludio de Chocolate (2017) (Para Adriana y Andrea) (piano a cuatro manos)
- A y A (2016)  (Para Adriana y Andrea) (piano a cuatro manos)
- Toque (2007) (piano) Estrenada en La Habana, 2009
- Aguas (2007) (versión para piano solo) (I Aguas Claras, vibráfono 2´) (II Aguas en Remolinos, xilófono 3´)
- Caleidotropic (1997) (piano y voz actuada) Estrenada en Caracas, 1998
- Suite (Canciones para Aldito) (1987) 4’ (piano) Estrenada en La Habana, 1988

### Percusión
- Soccata (2003) (Para un percusionista, soprano, opcional) Estrenada en México, 2005
- Aguas (2007) (vibráfono y xilófono) (I Aguas Claras, vibráfono 2´) (II Aguas en Remolinos, xilófono 3´)

### Instrumentos solos
- Rumbero bueno (2018) (Contrabajo solo)
- Un paseo por Hamelin (2016) (Flauta sola)
- Monólogo (1987) (para cualquier instrumento de cuerdas o viento madera) Estrenada en La Habana, 1988
- Clariloquio (2008) (clarinete solo) Estrenada en La Habana, 2008
- Rondando (2008) (arpa sola)
- Fagotendo (2009) (fagot solo)

### Obras Corales
- Una canción de amor (2016) (Coro mixto)
- Flor de la Sierra (2015)  (versión para coro mixto)
- Amar (2013)  (Texto Antonio Guerrero) (Coro mixto)
- Pa´ Cuba (2010)  (Coro femenino)
- Pa kin kin  (2009)  (Coro mixto) Estrenada en Utah, E.U., 2009
- Cantocata (2007)  (Coro infantil) Estrenada en La Habana (Festival America Cantat, 2007)
- Canta! (2007)  Coro mixto, estrenada en La Habana (Festival America Cantat, 2007)
- Conga (2006) (versión para coro mixto) Estrenada en La Habana, 2008
- Nostalgias de Serenatas (2003)  (coro mixto) Estrenada en Santiago de Cuba, 2004
- Conga (2001)  (coro masculino) (Encargada por el VI Simposium Mundial de Música Coral) Estrenada en Minneapolis, E.U., 2002
- Caleidotropic II (2000) (piano, violín, cello y coro mixto) Estrenada en Portland, E.U., 2000
- Cantos de Orishas (1999) (Cuerdas, Solista y Coro Mixto) Estrenada en La Habana, 2002
- ¡Qué Rico E’!  (Mambo) (1996)  (Coro Mixto) Estrenada en España, 1997
- “Pati”, pa’ tí!  (1995) (Coro mixto) Estrenado en Santiago de Cuba, 2011
- Rojo (1993) (Soprano, Barítono, Coro Mixto, Piano, Percusión) (Texto: José Martí) Estrenada en Casa de las Américas, La Habana, 1993
- Paisaje (1991) (Coro femenino) Estrenada en Australia, 1995
- La Aporrumbeosis (1990)  (Coro Mixto) Estrenada en Santiago de Cuba, 1992. Publicada por Ferrimontana
- Mi Canción (1987) (coro mixto, coro femenino) (Texto: Rabindranat Tagore) Estrenada en La Habana, 1989
- No quiero más luz que tu cuerpo (1985) (Coro Mixto) (Texto: Miguel Hernández) Estrenado en La Habana, 1987. Publicada por Editora Musical de Cuba
- El Guayaboso (1967) (Coro femenino y coro infantil) Estrenado en 1967
- Si compartimos (1964) (Coro femenino y coro infantil) Estrenado en La Habana, 1964. Publicada por Editora Musical de Cuba
- Nubes (1964) (Coro femenino y coro infantil)Estrenado en La Habana, 1964. Publicada por Editora Musical de Cuba

### Canciones
- Canción de la Luna (2013) (Voz y piano) (Texto: Nancy Morejón) Estrenada en La Habana, 2014
- La Mar (2013) (Voz y piano) (Texto: Nancy Morejón) Estrenada en La Habana, 2014
- El Arpa de la Lluvia (2008) (soprano y arpa) (Texto: Dulce María Loynaz) Estrenada en La Habana, 2011
- ¿Ave o flor…?  (2007) (voz y piano) (Texto: Georgina Herrera)
- Soneto (2005)  (Voz y piano) (Texto: César López) Estrenada en La Habana, 2005
- Estrellas (2005)  (Voz y piano) (Texto: Dulce María Loynaz)
- Casas (2005)  (Voz y piano) (Texto: Pablo Armando Fernández)
- Mi Canción (1989) (Voz y Piano) (Texto: Rabindranat Tagore) Estrenada en La Habana, 1990
- Canción Cantada (1965) 2’ (Voz y Piano) (Texto: Federico García Lorca) Estrenada en La Habana, 1968
- Media Luna (1965) (Voz  y Piano)  (Texto: Federico García Lorca) Estrenada en La Habana, 1968

### Canciones Populares
- Cuarteto de Aida (Texto: Olga Navarro)
- Me desordeno (Texto: Carilda Oliver Labra)
- Un beso soñado (2000)
- A modo de Adivinanza (1983)
- Flor de la Sierra (1981)
- Canción desde muy Lejos (1980)